# Oviparnost
Oviparnim (lat. ovum: jaje + parere: roditi) nazivaju se životinje koje se razmnožavaju jajima.
Nakon što ženka vrste koja je oviparna položi jaje, mlada životinja se razvija u njemu (inkubacija). Nakon što dosegne određenu zrelost, odnosno određeni stupanj razvoja, mladunče izlazi iz jajeta  (izvaljuje se). Za vrijeme trajanja embrionalnog razvoja mladunac se hrani u jajetu pohranjenim žumanjkom. 
Oviparne životinje su ptice kao i većina gmazova, vodozemaca, riba, člankonožaca i crvi.
Neke životinje zadržavaju jaja u tijelu čitavo vrijeme inkubacije. Takve životinje nazivaju se ovoviviparnim. U tu skupinu spada većina morskih zmija, mnogi morski psi i druge hrskavičnjače, samo rijetke vrste koštunjača, neki pauci i lisne uši. Pri tome, mladunci se mogu izvaliti još u majčinom tijelu, ili neposredno nakon što ženka položi jaje. 
Životinje kod kojih embrio raste u majčinom tijelu, ne vale se izvan majčinog tijela, su viviparne.
Jedini sisavci, koji legu jaja su prasisavci. To su samo kljunaši i ješci.